# Si bemol menor
La tonalidad de si bemol  menor es la que consiste en la escala menor de si bemol, y contiene las notas si bemol, do, re bemol, mi bemol, fa, sol bemol, la bemol y si bemol. Su armadura de clave contiene 5 bemoles. 
Las alteraciones para las versiones melódicas y armónicas se deben escribir junto a cada nota (no como armadura).
En el sistema europeo se abrevia Si♭m, y en sistema inglés, B♭m
Su tonalidad relativa es re bemol mayor, y su tonalidad homónima es si bemol mayor. Su equivalente enarmónico es la sostenido menor.

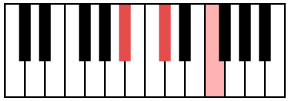
El acorde de tríada: si♭-re♭-fa.

## Nota sobre la nomenclatura alemana
En alemán, la nota si bemol se escribe B (en cambio si natural se escribe H).

## Obras clásicas famosas en esta tonalidad
- Primer concierto para piano - P. I. Chaikovski.
- Romance Op. 28 No. 1 - Robert Schumann.
- Sonata para piano en si bemol menor (1857) - Reubke.